# Шланге, Эрнст
Эрнст Шланге (нем. Ernst Schlange; 1888, Уккермарк — 1947, «Спецлагерь N° 7», Заксенхаузен) — немецкий нацист, видный деятель НСДАП, гауляйтер Берлина и Потсдама. Активный участник внутрипартийной борьбы, сторонник «левых нацистов». После Второй мировой войны арестован советскими властями, умер в заключении.

## Юрист и военный
Родился в семье прусского землевладельца. Получил диплом юриста и политолога в Грайфсвальдском университете, с 1914  года имел степень доктора права. Затем учился в Галле-Виттенбергском университете. Был активистом корпоративного студенческого корпуса Померании. Работал юрисконсультом в Данатбанке (Дармштадт).
Во время Первой мировой войны записался добровольцем в кайзеровскую армию (хотя призыву не подлежал из-за серьёзной травмы руки, полученной на охоте). В 1914 году воевал на Западном фронте, в 1915 году — на Восточном. Был тяжело ранен в Галиции, перенёс ампутацию руки и лёгкого. Награждён Железным крестом 1-го и 2-го класса.
Четыре года лечился и восстанавливался. Вышел в отставку в звании обер-лейтенанта. В 1918—1925 годах состоял на госслужбе в качестве судебного заседателя и чиновника финансового ведомства.
Придерживался ультранационалистических взглядов. Первоначально ориентировался на правоконсервативную Немецкую национальную народную партию (НННП). В 1922 году вступил в одну из организаций фёлькише — Немецкую социальную партию. Учредил отделения партии в берлинских районах Вильмерсдорф, Целендорф, Штеглиц.

## Функционер нацистской партии

### Идейно-политические позиции
В феврале 1925 года Эрнст Шланге организовал Великогерманское народное сообщество (GVG), прикрывающее восстановление НСДАП, запрещённой после Пивного путча. Вскоре НСДАП была релегализована, и GVG влилось в её состав. Через месяц был утверждён гауляйтером Берлина.
Идеологически Шланге был близок к «левому нацизму» и национал-большевизму. Он разделял взгляды Рабочего содружества и Чёрного фронта. Выступал за антикапиталистическую социальную революцию, участие рабочих в прибылях, защиту мелких торговцев и ремесленников от крупного капитала, государственный контроль и снижение цен на продовольствие. В партийных верхах ориентировался на братьев Штрассеров, являлся их доверенным лицом в Берлине.

### Гауляйтер в Берлине
Партийный пост в Берлине Эрнст Шланге занимал немногим более года. Этот период был отмечен жёсткими внутрипартийными конфликтами. Главным противником гауляйтера Шланге был командир берлинских СА Курт Далюге. Отношения между ними характеризовались как «звериная вражда». Противостояние имело не только личностный, но отчасти концептуальный характер.
Шланге выступал за соблюдение веймарской законности, тогда как Далюге был сторонником криминально-силовых действий. При этом количество штурмовиков Далюге (около 500) значительно превышало численность членов парторганизации, подчинённых Шланге (около 350). Шланге был категорически против создания Фронтбанна — нацистской военизированной организации, «крыши» для запрещённых после Пивного путча СА. В марте 1926 года опубликовал статью в Völkischer Beobachter, где — ссылаясь на «послепутчевые принципы» Гитлера — требовал безусловного повиновения СА партийному руководству и отказа от мятежных действий.
Столкновение с Далюге было для Шланге малоперспективным — на стороне нацистского силовика был сам Гитлер. Партийное руководство и большинство активистов поддержали Далюге. В июне 1926 года Шланге, обвинённый в «слабости руководства», был снят с поста берлинского гауляйтера. Его поражение стало частным случаем разгрома левого крыла НСДАП.

### Гауляйтер в Потсдаме
Перебравшись в Потсдам, Эрнст Шланге возглавил депутатскую группу нацистов в местном муниципалитете. В октябре 1932 года был назначен гауляйтером Бранденбурга. На выборах 1932 года был избран в ландтаг Пруссии.
На новом месте у него вновь возникли конфликты с влиятельными нацистскими функционерами — депутатом рейхстага Йозефом Шёнвельдером и гауляйтером Берлина Йозефом Геббельсом. Гитлер снова стал на сторону противников Шланге. В марте 1933 года, уже после прихода нацистов к власти, возглавляемая Шланге гау была реорганизована, сам он снят с гауляйтерского поста.

## Конец карьеры
В Третьем рейхе Эрнст Шланге занимал лишь незначительные должности — организатор лотереи, президент прусской государственной газеты, руководитель академических корпораций. Он провёл унификацию этих ассоциаций: упразднил все, кроме Verband Alter Corpsstudenten (VAC), перестроил VAC на нацистских и милитаристских началах, заключил договор о сотрудничестве с Имперской ассоциацией немецких офицеров. Однако в 1938 году VAC был распущен в порядке дальнейшей унификации — по предложению Национал-социалистического союза студентов Германии. Шланге оставил свой последний официальный пост.
Деятельность Эрнста Шланге в годы Второй мировой войны в источниках не отражена. Какой-либо активности с его стороны не отмечалось. Имелись сведения о том, что он получил запрет на ношение гауляйтерской формы. В то же время Бальдур фон Ширах причислял Шланге к «пионерам Третьего рейха» и поместил его портрет в соответствующем издании.

## Арест и смерть
Послевоенная судьба Эрнста Шланге в деталях неизвестна. Как бывший активный нацист он был арестован советскими оккупационными властями, заключён в «Спецлагерь N° 7» в Заксенхаузене, где и умер в 1947 году. На родине о нём вспоминают редко, широкой известности его имя не имеет.

## Известность брата
Более известен старший брат Ханс Шланге-Шёнинген. Он придерживался консервативных взглядов и не состоял в НСДАП. Был членом НННП и Христианско-национальной крестьянской сельской народной партии, сторонником канцлера Брюнинга. Все годы нацистского режима провёл в родовом имении, примыкал к Заговору 20 июля. В послевоенной ФРГ — видный деятель ХДС, дипломат, посол в Великобритании.